# بازماندگان (مجموعه تلویزیونی)
بازماندگان (به انگلیسی: The Leftovers) مجموعه تلویزیونی فراطبیعی درام آمریکایی به تهیه‌کنندگی دیمون لیندِلوف و تام پِروتا و برگرفته از رمان پِرّوتا با همین نام است که از تاریخ ۲۹ ژوئن ۲۰۱۴ از شبکه اچ‌بی‌او پخش شد. در این سریال، بازیگرانی همچون جاستین ثرو، ایمی برنمن، کریستوفر اکلستون، لیو تایلر، کریس زیلکا، مارگارت کوالی، کری کون، رجینا کینگ، اَن دَود، جنل ملونی، و اسکات گلن حضور دارند.
بخش زیادی از توجه‌ها به این سریال به این دلیل بود که تعدادی از عوامل مجموعهٔ تلویزیونی لاست در ساخت این سریال دست داشتند و ژانرهای دو سریال نیز به یکدیگر نزدیک بود، و به علت موفقیت سریال گمشده، انتظارها از این سریال بسیار بالا بود.
در ۱۳ اوت ۲۰۱۴، اچ‌بی‌او ساخت فصل دوم و در دهم دسامبر ۲۰۱۵ ساخت فصل سوم (آخرین فصل) این مجموعه را اعلام کرد. فصل اول از ۲۹ ژوئن ۲۰۱۴ تا ۷ سپتامبر، و فصل دوم از ۴ اکتبر ۲۰۱۵ تا ۶ دسامبر همان سال پخش شدند. فصل سوم و نهایی این سریال نیز از تاریخ ۱۶ آوریل ۲۰۱۷ تا ۴ ژوئن همان سال با ۸ قسمت پخش شد و بنا به گفته سازندگان این سریال به پایان رسیده‌است و دیگر تمدید نخواهد شد.

## داستان
بازماندگان دربارهٔ اتفاقات بعد از یک واقعه رستاخیز مانند است- مثل بازگشت مسیح برای انتقال افراد باایمان به بهشت- و تمرکز سریال روی افرادیست که منتقل نشده‌اند و در زمین رها شده‌اند.
تصور کنید در میانه‌های یک روز عادی هستید. سر کار رفتید، در پاساژ مشغول خرید هستید. در خانه خود، ماشین، هواپیما یا هر وسیله نقلیه دیگری نشسته اید ناگهان ۲ درصد از جمعیت مردم جهان از روی زمین ناپدید میشوند. نه بخاطر حادثه‌ای طبیعی. نه حمله تروریستی. نه کُشتاری و نه چیز دیگری. فقط فضای خالی از انسان‌هایی باقی میماند که تا لحظاتی پیش وجود داشتند، اما حالا دیگر نیستند. همسایه شما، والدینتان، فرزندتان. هیچ‌کس دلیل آن را نمی‌داند. چگونه خود را با شرایط جدید وفق میدهید؟ به چه آدمی تبدیل خواهید شد؟ حالا ۳ سال از آن واقعه Rapture مانند گذشته. مردم شهر “میپل تاون” نیویورک همچنان درگیر آن هستند که بدانند چه بلایی سر عزیزانشان آمده. برخی از آن‌ها خانه و کاشانه خود را رها کرده و به فرقه‌ای بنام “بازماندگان گناهکار” پیوسته اند. فرقه‌ای که اعضایش باید روزه سکوت بگیرند، لباس‌های سفید بر تن کنند. وظیفه اصلی اعضای گروه یک چیز است: «نظاره کردن مردمانی که عضو گروه نیستند و انتظار برای پایان دنیا!»

## بازیگران
- جاستین ثرو در نقش کِوین گاروی
- ایمی برنمن در نقش لوری گاروی
- کَری کون در نقش نورا دِرست
- کریستوفر اکلستون در نقش مَت جَمیسون
- کریس زیلکا در نقش تام گاروی
- مارگارت کوالی در نقش جیل گاروی
- اَن دَود در نقش پَتی لِوین
- کوین کارول در نقش جان مورفی
- لیو تایلر در نقش مِگ
- رجینا کینگ در نقش اریکا مورفی
- اسکات گلن در نقش پدر کوین گاروی
- مایکل گستن در نقش دین
- چارلی کارور در نقش اِسکات فراست
- مَکس کاروِر در نقش اَدِم فراست
- جوان آدپو در نقش مایکل مورفی
- امیلی مید در نقش اِیمی
- آماندا وارن در نقش لوسی واربِرتِن

## قسمت‌ها

### تعداد قسمت ها
| فصل | قسمت ها | قسمت اول      | قسمت آخر       |
| --- | ------- | ------------- | -------------- |
| ۱   | ۱۰      | ۲۹ ژوئن ۲۰۱۴  | ۷ سپتامبر ۲۰۱۴ |
| ۲   | ۱۰      | ۴ اکتبر ۲۰۱۵  | ۶ دسامبر ۲۰۱۵  |
| ۳   | ۸       | ۱۶ آپریل ۲۰۱۷ | ۴ ژوئن ۲۰۱۷    |

### فصل اول (۲۰۱۴)
| قسمت | عنوان                       | کارگردان        | نویسنده                   | تاریخ اصلی پخش | میزان بیننده در آمریکا (به میلیون) |
| ---- | --------------------------- | --------------- | ------------------------- | -------------- | ---------------------------------- |
| ۱    | «پایلِت»                     | پیتر برگ        | دیمون لیندلوف و تام پِروتا | ۲۹ ژوئن ۲۰۱۴   | ۱٫۷۷                               |
| ۲    | «پنگوئن‌ها دو، ما صِفر»       | پیتِر بِرگ        | TBA                       | ۶ ژوئیه ۲۰۱۴   | ۱٫۵۵                               |
| ۳    | «دو قایق و یک هلیکوپتِر»     | کیث گوردن       | TBA                       | ۱۳ ژوئیه ۲۰۱۴  | ۱٫۳۸                               |
| ۴    | «B. J. و A. C.»             | لزلی لینکا گلتر | TBA                       | ۲۰ ژوئیه ۲۰۱۴  | ۱٫۶۲                               |
| ۵    | «گلِیدی‌ها»                   | میمی لدر        | TBA                       | ۲۷ ژوئیه ۲۰۱۴  | ۱٫۵۹                               |
| ۶    | «مهمان»                     | TBA             | TBA                       | ۳ اوت ۲۰۱۴     | ۱٫۴۷                               |
| ۷    | «آرامشی برای پاهای خسته»    | TBA             | TBA                       | ۱۰ اوت ۲۰۱۴    | ۱٫۵۸                               |
| ۸    | «قاهره»                     | TBA             | TBA                       | ۱۷ اوت ۲۰۱۴    | ۱٫۶۴                               |
| ۹    | «گاروی‌ها در بهترین حالتشان» | TBA             | TBA                       | ۲۴ اوت ۲۰۱۴    | ۱٫۸۵                               |
| ۱۰   | «فررند ناخلف بازمی‌گردد»     | TBA             | TBA                       | ۳۱ اوت ۲۰۱۴    | ۱٫۵۳                               |

## بازخورد منتقدان
بازماندگان با استقبال گسترده منتقدان روبرو شد، به‌طوری‌که متاکریتیک امتیاز ۶۵ از ۱۰۰ و نظر «در مجموع مورد پسند» را براساس نظر ۴۱ نفر به آن داده‌است. در راتن تومیتوس هم این مجموعه امتیاز %۶۹ و نمره ۶٫۸ از ۱۰ را براساس نظر ۵۸ نفر دارد و نظر مجموعه منتقدان این سایت هم این است: «لحن سرد و جدی این مجموعه، آن را کمی حزن‌انگیز و سرد می‌کند، ولی بازماندگان درامی با ساختی هنرمندانه و تفکربرانگیز است که اهداف مهمی دارد و در اغلب موارد هم به هدف مورد نظرش دست می‌یابد».
امتیاز این سریال پس از به پایان رسیدن فصل سوم به علت پیشرفت چشمگیری که داشت افزایش یافت و در سایت راتن تومیتوز به امتیاز ۹۰‎٪ و در سایت بانک اطلاعات اینترنتی فیلم‌ها (به انگلیسی:imdb) به امتیاز ۸٫۲/۱۰ رسید.